# Eric Fleming
Eric Fleming, pseudonimo di Edward Heddy Jr. (Santa Paula, 4 luglio 1925 – Tingo Maria, 28 settembre 1966), è stato un attore statunitense.

## Biografia
Dopo un'infanzia infelice e un'adolescenza turbolenta, durante la quale sperimentò il mondo della piccola delinquenza giovanile, nel 1942 fu arruolato nella United States Navy e fu gravemente ferito al volto. Dopo una serie di interventi di chirurgia plastica, iniziò a recitare e ottenne piccole parti in teatro e, dall'inizio degli anni cinquanta, sul piccolo schermo. La sua popolarità è legata al personaggio di Gil Favor nella serie tv Gli uomini della prateria, di cui interpretò 202 episodi tra il 1959 e il 1965, accanto a Clint Eastwood.
L'attore morì annegato in Perù, durante la lavorazione dell'episodio High Jungle della serie antologica Off to See the Wizard, prodotta dalla Metro-Goldwyn-Mayer: durante le riprese di una scena in esterni sul fiume Huallaga, Fleming si trovava su una canoa che all'improvviso si ruppe accidentalmente, lasciandolo in balia della corrente. Aveva 41 anni.

## Filmografia parziale

### Cinema
- La conquista dello spazio (Conquest of the Space), regia di Byron Haskin (1955)
- Fright, regia di W. Lee Wilder (1956)
- La regina di Venere (Queen of Outer Space), regia di Edward Bernds (1958)
- L'uomo senza corpo (Curse of the Undead), regia di Edward Dein (1959)
- La mia spia di mezzanotte (The Glass Bottom Boat), regia di Frank Tashlin (1966)

### Televisione
- Flight – serie TV, episodio 1x21 (1958)
- Gli uomini della prateria (Rawhide) – serie TV, 202 episodi (1959-1965)
- Bonanza – serie TV, 3 episodi (1966)